# Либердади (Минас-Жерайс)
Либердади (порт. Liberdade) — муниципалитет в Бразилии, входит в штат Минас-Жерайс. Составная часть мезорегиона Юг и юго-запад штата Минас-Жерайс. Входит в экономико-статистический микрорегион Андреландия. Население составляет 5605 человек на 2006 год. Занимает площадь 402,242 км². Плотность населения — 13,9 чел./км².

## История
Город основан 17 декабря 1939 года.

## Статистика
- Валовой внутренний продукт на 2003 год составляет 23 487 314,00 реалов (данные: Бразильский институт географии и статистики).
- Валовой внутренний продукт на душу населения на 2003 год составляет 4127,10 реалов (данные: Бразильский институт географии и статистики).
- Индекс развития человеческого потенциала на 2000 год составляет 0,736 (данные: Программа развития ООН).